# Andrenosoma cyaniventris
Andrenosoma cyaniventris är en tvåvingeart som beskrevs av Stanley Willard Bromley 1934. Andrenosoma cyaniventris ingår i släktet Andrenosoma och familjen rovflugor.
Artens utbredningsområde är Guyana. Inga underarter finns listade i Catalogue of Life.